# Chelkanos
Os Chelkanos (Nome nativo - Shalgan) são um povo turco que vivem no sul Sibéria, Rússia. Os que residem na república Altai às vezes são agrupados com o grupo étnico genérico Altai e aqueles do Oblast de Kemerovo são agrupados com os Shors; no entanto, eles são reconhecidos como um grupo étnico separado por etnógrafos. De acordo com o censo de 2010, havia 1.181 Chelkanos na Rússia.